# Geschiedenis van Sierra Leone
Dit artikel handelt over de geschiedenis van Sierra Leone.

## Vroegste historie
De Europese contacten met Sierra Leone gaan terug tot de vijftiende eeuw, toen de Portugezen het schiereiland ontdekten. Het schiereiland deed hen denken aan een robuuste leeuw en zodoende noemden ze het gebied Serra Leoa, hetgeen Leeuwenberg betekent.
Vanaf de zeventiende eeuw werden de eerste slaven vanuit Sierra Leone naar Amerika gebracht, sindsdien gold Sierra Leone als een van de belangrijkste gebieden voor slavenhandel.
In 1787 werd Granville Town gebouwd op het schiereiland waar de huidige hoofdstad Freetown ligt. Dit was een initiatief van Britse filantropen die repatriëring naar Afrika mogelijk wilden maken voor ex-slaven. In 1792 werd Freetown gebouwd.
In grote golven kwamen ex-slaven vanuit de Verenigde Staten en de Cariben, al dan niet vrijwillig, naar Freetown. Vanaf 1808 kwamen er ook grote groepen Afrikanen bij die waren bevrijd van slavenschepen en dus nooit in slavernij hadden geleefd. Zij kwamen uit heel West- en Centraal-Afrika, van Senegal tot Angola. Zie ook Krio (volk) en Krio (taal).
Na verloop van tijd werden in de kolonie geborenen 'Creolen' genoemd, een term die later werd verbasterd tot Krio.
In 1808 werden het schiereiland met daarop Freetown en de eilanden voor de kust uitgeroepen tot Britse kroonkolonie.

## Koloniale periode
In de 19e eeuw was Freetown de zetel van de Britse gouverneur die de Goudkust (= Ghana), Gambia en het Sierra Leoonse kustgebied bestuurde. Aanvankelijk werd vanuit Sierra Leone de slavenhandel gecoördineerd, maar na de afschaffing van de slavernij in het Britse Rijk (eerste helft negentiende eeuw) werd Sierra Leone (Freetown en de kustgebieden) bekend als woonplaats voor teruggekeerde slaven uit Noord-Amerika en de Engelse Antillen. Het vervulde daarmee dezelfde rol als Liberia, zij het echter dat dit land vrij snel zijn onafhankelijkheid verwierf, terwijl Sierra Leone pas in 1961 onafhankelijk werd. In 1827 werd het Fourah Bay College opgericht, een universiteit voor Engelssprekende Creolen en Afrikanen.
In de loop van de 19e eeuw vestigden zich ca. 70.000 vrijgelaten slaven in Freetown. Freetown werd daarmee een van de dichtstbevolkte steden van West-Afrika. Er ontstond een welvarende zwarte elite in Freetown (vrijwel allen behorende tot de Creolen (Krio's).
Na 1880 begon Groot-Brittannië met de kolonisatie van de binnenlanden, hetgeen echter niet zonder slag of stoot gebeurde. De binnenlanden van Sierra Leone werden in 1896 een Brits protectoraat (een door het Verenigd Koninkrijk beschermd gebied), het schiereiland en de eilanden bleven een kroonkolonie.
Gedurende de rest van de 19e- en begin van de 20e eeuw bleef het rustig en stabiel in Sierra Leone. Na de Tweede Wereldoorlog kwam er en onafhankelijkheidsbeweging op gang, die op den duur naar een onafhankelijk Sierra Leone streefden binnen het Britse Gemenebest. In 1951 kreeg Sierra Leone een constitutie, die gold voor zowel de kroonkolonie als het protectoraat. Deze nieuwe grondwet stelde onafhankelijkheid in het vooruitzicht. In 1951 werd de Sierra Leone People's Party opgericht door o.a. Milton Margai. Later vond er scheuring plaats binnen deze partij. In 1954 vonden er verkiezingen plaats voor de wetgevende vergadering, die door Margai's SLPP werden gewonnen. Op 9 juli 1954 werd Milton Margai chief minister (eerste minister) van Sierra Leone. Op 14 augustus 1958 werd hij premier. In 1960 vonden er onderhandelingen plaats tussen Sierra Leone en Groot-Brittannië in Londen over onafhankelijkheid. De uitkomst was positief voor de Sierra Leone: op 27 april 1961 werd het onafhankelijke koninkrijk Sierra Leone uitgeroepen. Sir Milton Margai bleef premier en koningin Elizabeth II van het Verenigd Koninkrijk werd tevens koningin van Sierra Leone.

## Sierra Leone onder de Margai's

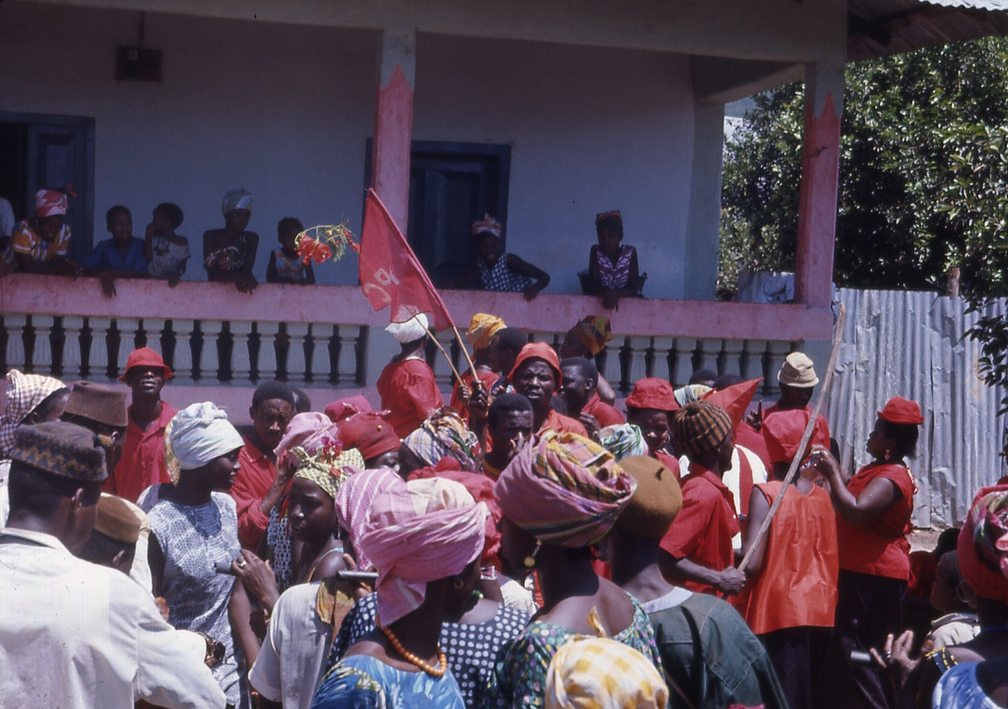
APC-aanhangers demonstreren voor de huizen van SLPP-aanhangers tijdens de onrust van 1968

In mei 1962 vonden er algemene verkiezingen plaats voor het parlement. Alle volwassenen hadden kiesrecht. De verkiezingen van 1962 werden overtuigend gewonnen door Milton Margai's SLPP, waarin inmiddels een aantal andere partijen waren opgegaan. Het bestuur werd gedomineerd door de Creolen, maar er waren inmiddels ook inlanders (inwoners van het vroegere protectoraat) die een rol van betekenis speelden. Onder Milton Margai voerde Sierra Leone een gematigde koers.
In 1964 overleed Milton Margai en werd opgevolgd door zijn broer, Albert Margai. In tegenstelling tot zijn voorzichtige en conservatievere oudere broer, ontpopte Albert Margai zich tot een nationalist die aanstuurde op nauwe betrekkingen met Guinee en Ghana, de meest radicale landen van (West-)Afrika in die dagen. In tegenstelling tot Milton Margai, die populair was, werd Albert Margai vanwege zijn standpunten steeds impopulairder. Albert Margai stuurde aan op een republiek en een eenpartijstelsel. Dit bracht hem in conflict met de belangrijkste oppositiepartij, de All People's Congress (APC) van Siaka Stevens.
Bij de verkiezingen van maart 1967 werd de APC de grootste partij en de SLPP tweede. De gouverneur-generaal van Sierra Leone (vertegenwoordiger van de Britse koningin), Henry Lightfoot Boston, benoemde daarop Siaka Stevens tot premier. Albert Margai weigerde echter de uitslag te erkennen en bleef zichzelf beschouwen als premier. Op 21 maart pleegde het leger een staatsgreep en vormde een Nationale Raad voor Herstel met Ambrose Genda en David Lansana als voorzitters. Doch reeds op 27 maart kwam dit bewind ten val en greep Andrew Terence Juxon-Smith de macht. Patrick Conteh die in april 1968 premier werd (voorzitter Voorlopige Nationale Raad), droeg Siaka Stevens van de APC op om een regering van Nationale Eenheid te vormen, waar ook de SLPP deel van uitmaakte. Toen premier Stevens zijn voornemen bekendmaakte om een republikeinse staatsvorm aan te nemen, trok de SLPP zich uit de regering terug (1969). Sedertdien regeerde de APC alleen.

## Het APC-bewind
Met een beroep op de onrust riep Stevens in 1970 de noodtoestand uit. Op 19 april 1971 werd de republiek uitgeroepen. Na een kort interim van Christopher Okoro Cole, werd Stevens president. De APC consolideerde langzaam maar zeker haar macht. De SLPP boycotte de parlementsverkiezingen van 1974, waarna de APC bijna alle zetels in het parlement veroverde. In 1978 werd een referendum gehouden waarbij de meerderheid van de bevolking zich uitsprak vóór een eenpartijstelsel. De APC werd daarmee de enige toegestane partij. Enkele leden van de SLPP stapten over naar de APC.
Het APC-bewind van Stevens werd gesteund door Groot-Brittannië, de Verenigde Staten, andere Westerse landen en China. Deze landen staken veel geld in Sierra Leone om de economie op de been te helpen.
De parlementsverkiezingen van 1981, die zeer onrustig verliepen werden uitgesteld en in 1982 opnieuw gehouden. In het nieuwe kabinet dat werd gevormd werden ook een aantal ex-SLPP'ers (nu APC-leden) opgenomen. In november 1985 trad Stevens af als staatshoofd, maar bleef op de achtergrond aan de touwtjes trekken. Generaal-majoor Joseph Saidu Momoh volgde Stevens op als president. Veel mensen hoopten dat Momoh en zijn regering de Sierra Leoonse economie weer op de been zouden helpen. Het lukte Momoh en zijn regering echter niét. In 1987 kondigde president Momoh de noodtoestand uit.
In oktober 1990 werd de grondwet van 1978 herzien. Het eenpartijstelsel bleef echter gehandhaafd. In 1990 vonden er rellen plaats als gevolg van het uitblijven van salarissen van ambtenaren.
In januari 1991 werd er een nieuwe grondwet aangenomen. Het eenpartijstelsel van de APC werd afgeschaft en een meerpartijenstelsel werd ingevoerd. Het vermoeden bleef echter bestaan dat president Momoh geen intenties had om de machtsmonopolie van de APC te breken. In de loop van 1991 werd het steeds onrustiger in Sierra Leone. Er brak een rebellenstrijd uit in het oosten van land. Daar streed het Revolutionair Verenigd Front (RUF) tegen het regeringsleger. Leider van het RUF was kapitein Foday Saybana Sankoh.

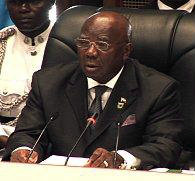
Ahmed Tejan Kabbah

Op 29 april 1992 pleegden jonge militairen een staatsgreep. Een Voorlopige Nationale Militaire Raad (sinds juli 1992 Opperste Staatsraad geheten) werd geïnstalleerd met kapitein Valentine Strasser als voorzitter (dat wil zeggen staatshoofd). In januari 1996 werd hij opgevolgd door Julius Maada Bio. Bij de presidentsverkiezingen van april 1996 werd Ahmad Tejan Kabbah van de Sierra Leone People's Party (SLPP), de opvolger van de oude SLPP tot president gekozen.
Voor de geschiedenis van de burgeroorlog, zie: Sierra Leoonse Burgeroorlog

## Coup en herstel van Kabbah
Op 25 mei 1997 pleegde de Revolutionaire Raad van de Strijdkrachten een staatsgreep. President Kabbah werd afgezet. Majoor Johnny Paul Koroma werd voorzitter van de Revolutionaire Raad van de Strijdkrachten. De junta werd echter verslagen door de West-Afrikaanse vredesmacht ECOMOG. 10 Maanden na het aantreden van de junta van Koroma, werd Kabbah op 10 maart 1998 als president van Sierra Leone hersteld.
Op 7 juli 1999 werd de Verdragen van Lomé gesloten die bedoeld waren om een einde te maken aan de burgeroorlog (zie: Sierra Leoonse Burgeroorlog).
Op 17 september 2007 werd Ahmad Tejan Kabbah als president opgevolgd door APC-leider Ernest Bai Koroma.